# 金鐘廊

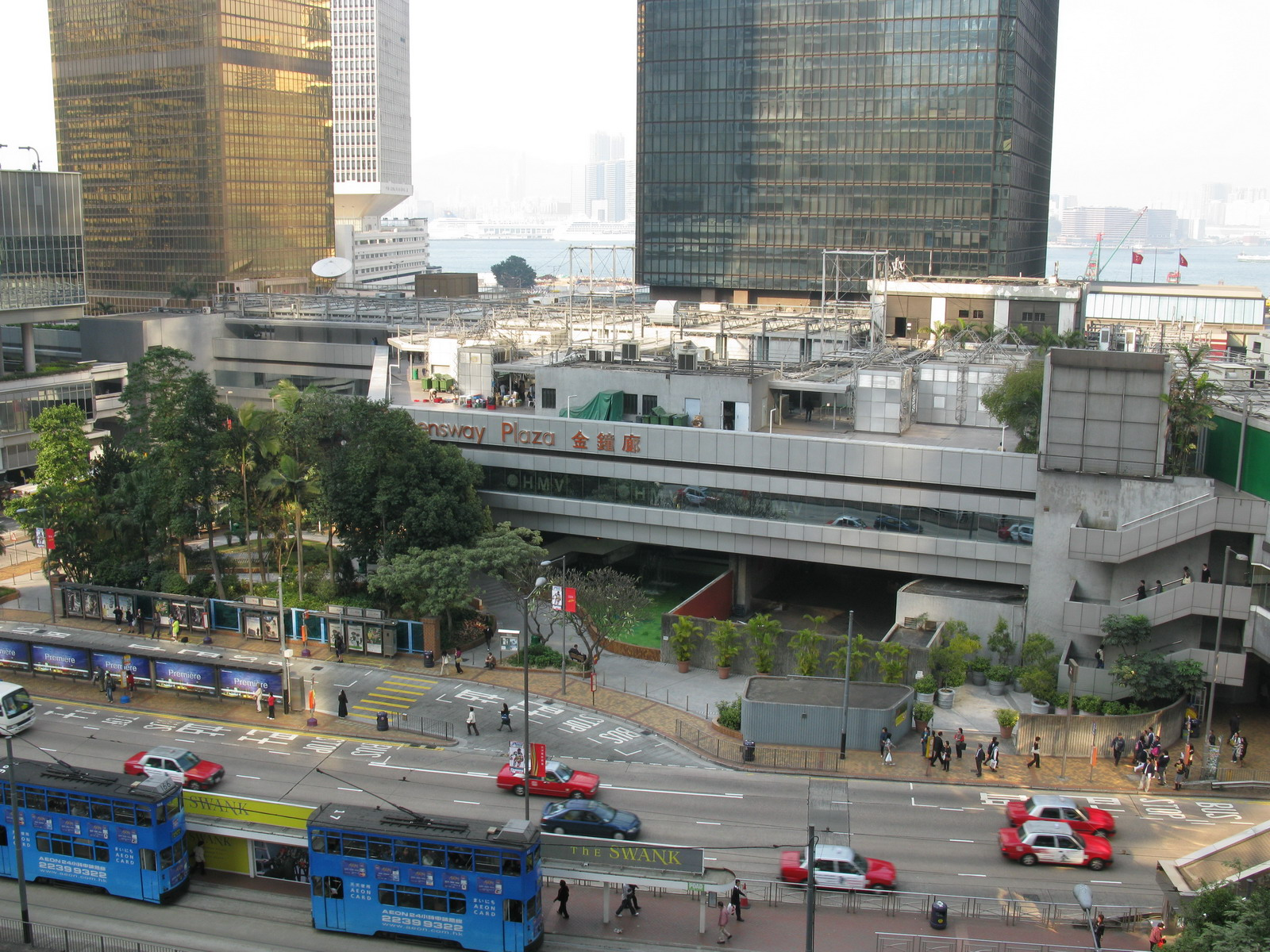
俯瞰金鐘廊

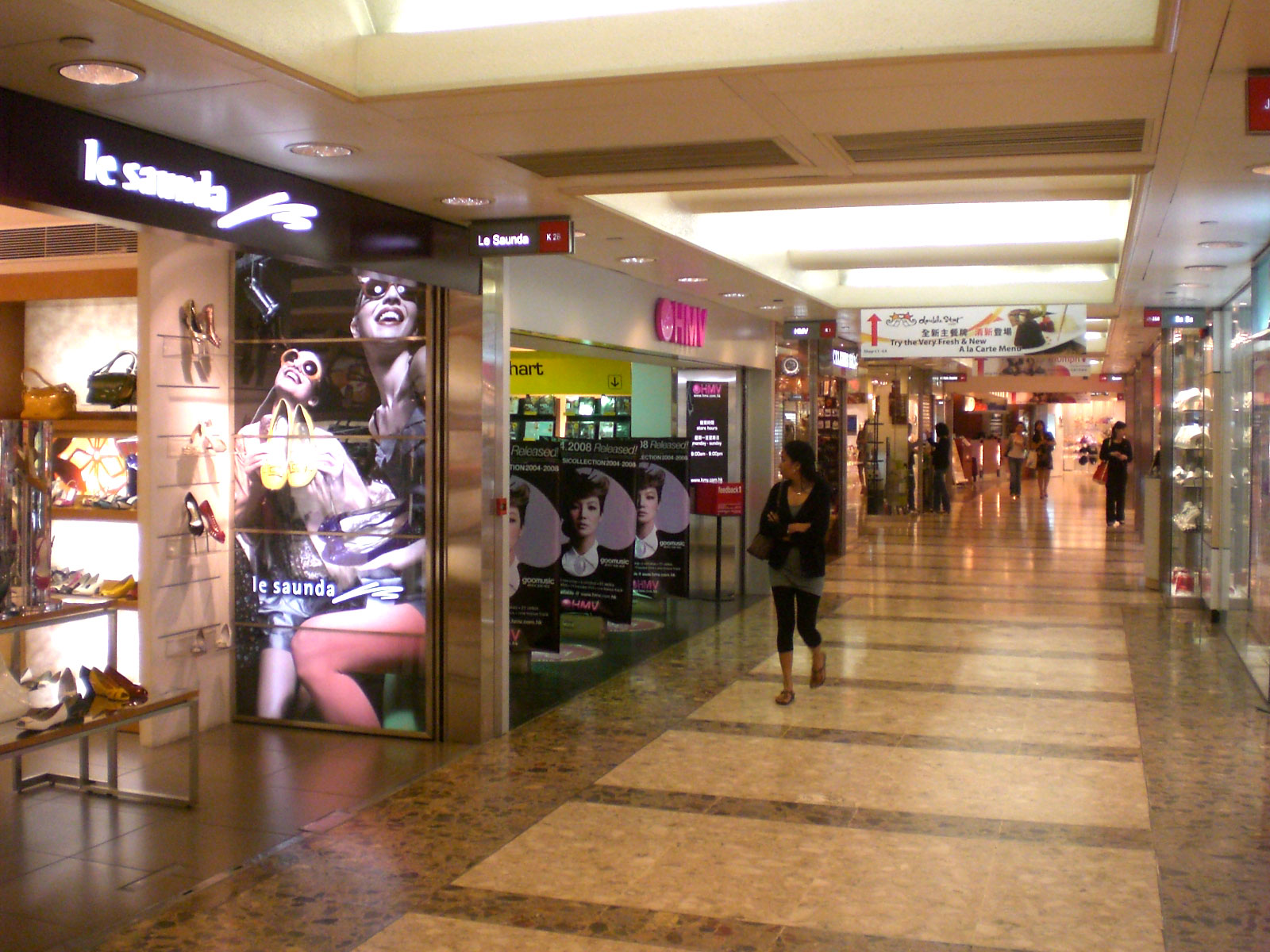
翻新前金鐘廊商場

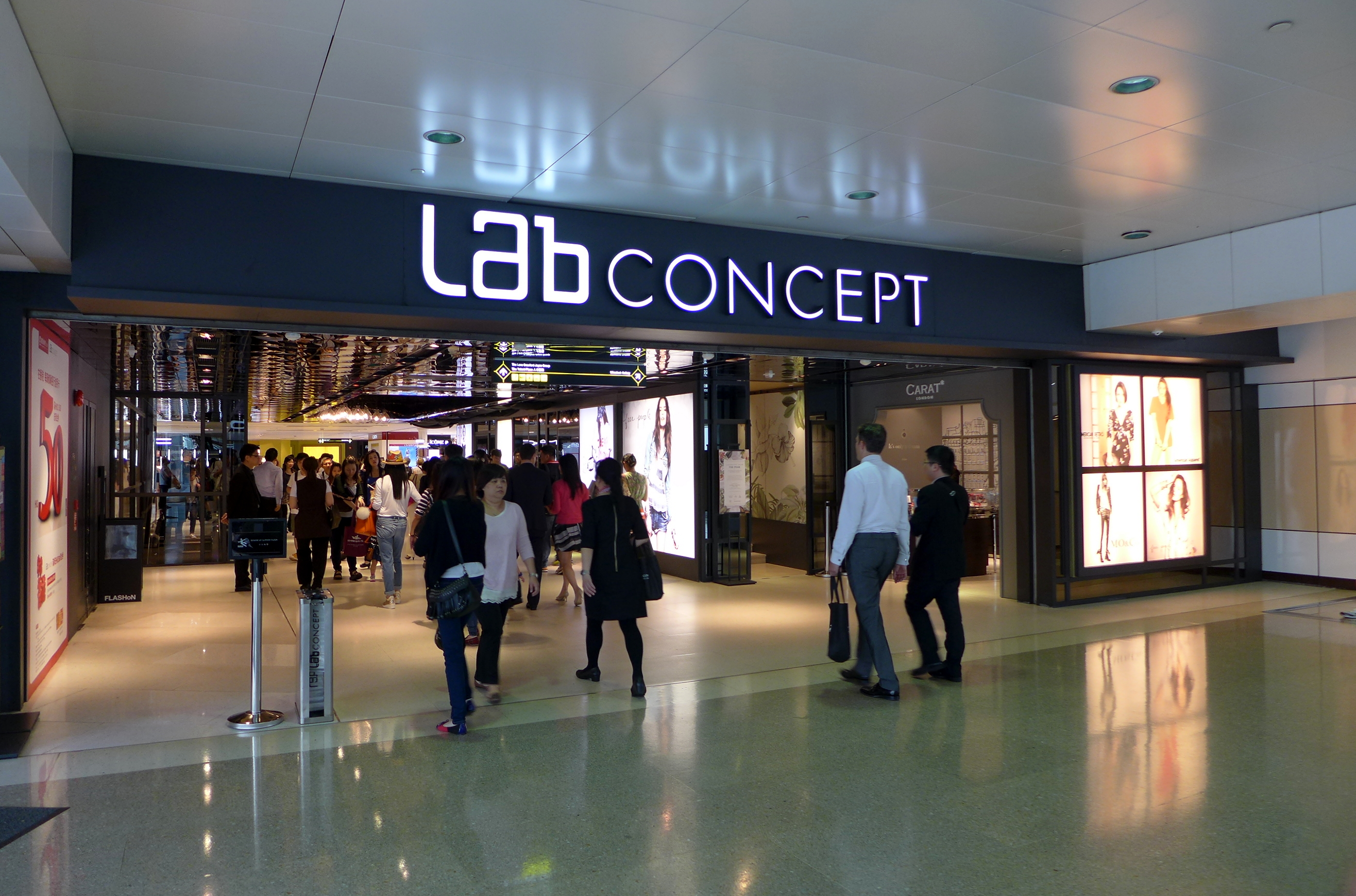
翻新後金鐘廊商場入口

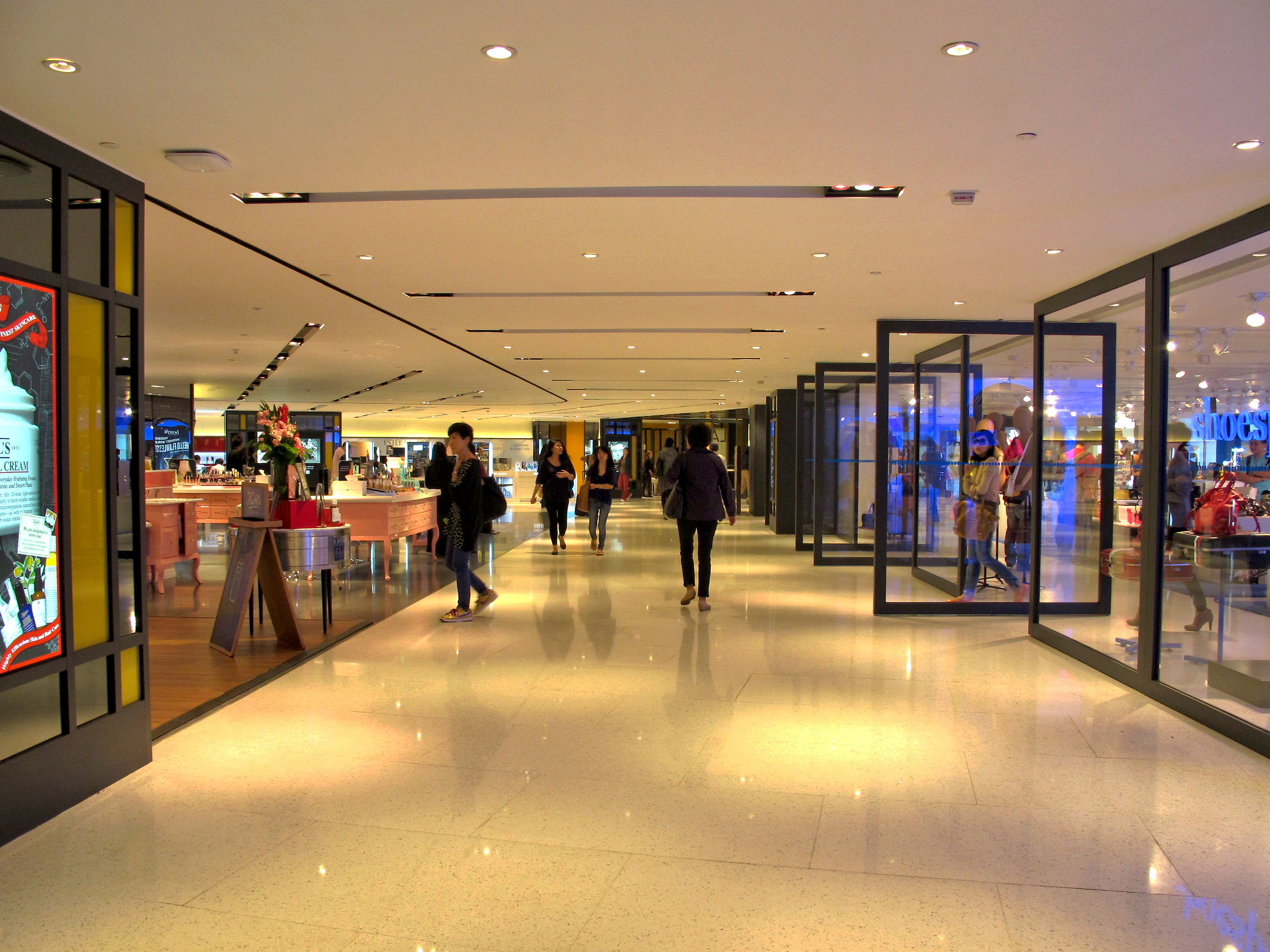
LAB Concept

金鐘廊位於香港金鐘金鐘道93號，是港鐵金鐘站的上蓋行人天橋商場。建於1980年，主層面積約64,584平方呎，並附設天台。金鐘廊商場業主為香港特區政府，恆隆地產曾經是其包租商，2012年初起由會德豐接手，改為LAB Concept。

## 概況
金鐘廊是香港首個行人天橋商場，商場翻新前約有100個舖位，曾經營約50間商店、銀行及餐廳。其行人通道與多間商廈連接。東南面可以連接統一中心，南面能夠與太古廣場連接，西面能夠與中區行人天橋系統連接至中環美國國際集團大廈，北面則連接海富中心與遠東金融中心，其東面亦經天橋連接到添馬艦及中信大廈。
而金鐘廊的正門出入口位於金鐘道，港鐵金鐘站C1出口旁，並設有扶手電梯往返商場。
金鐘廊對下地面是多線巴士總站、小巴站及途經金鐘道多線巴士的中途車站。
金鐘廊天台部分面積約68,351平方呎，設有公眾花園、兒童嬉戲場地、六間小食亭、管理處及展覽中心，其中展覽中心曾用作該恆隆集團旗下物業的展銷廳，於2004年年中空置至2013年。其後改為會德豐旗下新盤的展銷廳。

## 歷史
金鐘廊建於1980年，與港鐵金鐘站同時落成。恒隆早於1981年起已租用金鐘廊，一直以「包租公」形式分租。金鐘廊早年曾是日資百貨公司松坂屋分店所在，其後結業。商場業主為香港特區政府，每隔一段時間，政府產業署便向外招標金鐘廊的承租權，最近一次承租權招標的租約生效日於2002年1月29日開始，為期十年。金鐘廊承租權，自建成至2012年前仍由恆隆地產持有。
2011年6月10日產業署按2002年的租約條款，重新把上址招租，為期七年，但新租約訂明物業可能受沙田至中環綫等基礎設施項目等影響，無權要求退回或調減租賃金等條款影響。
2011年8月26日，產業署宣佈由會德豐旗下子公司取得金鐘廊承租權。會德豐先付2.02億元租金，及後每月租金最少600萬元或每月總收入高達70%作租金。會德豐已在2012年上半年接收金鐘廊，發展商將商場作出大規模翻新，並將旗下品牌連卡佛由太古廣場搬遷至金鐘廊，而商場原有大部分租戶均被迫遷出商場。

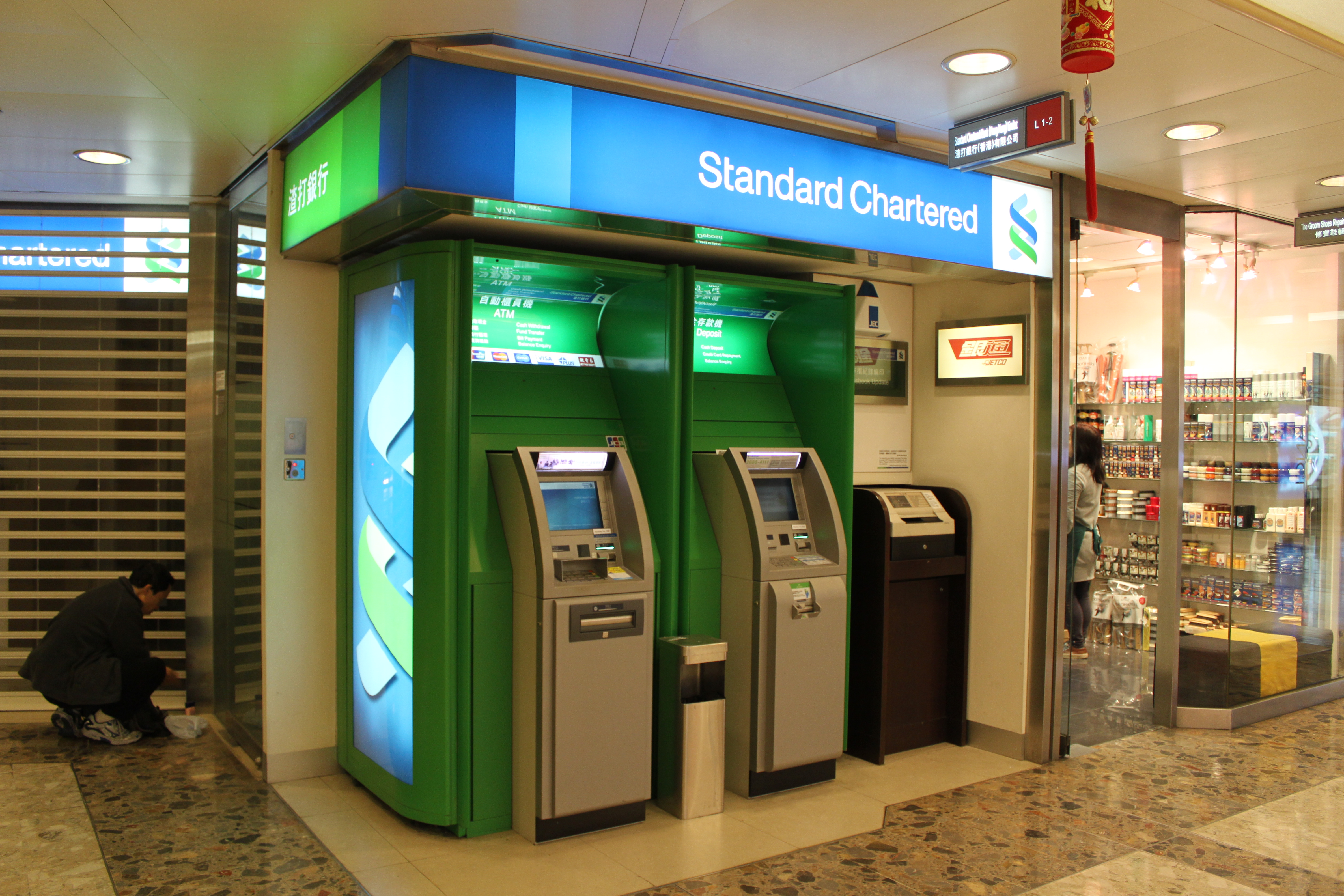
翻新前金鐘廊之自動櫃員機
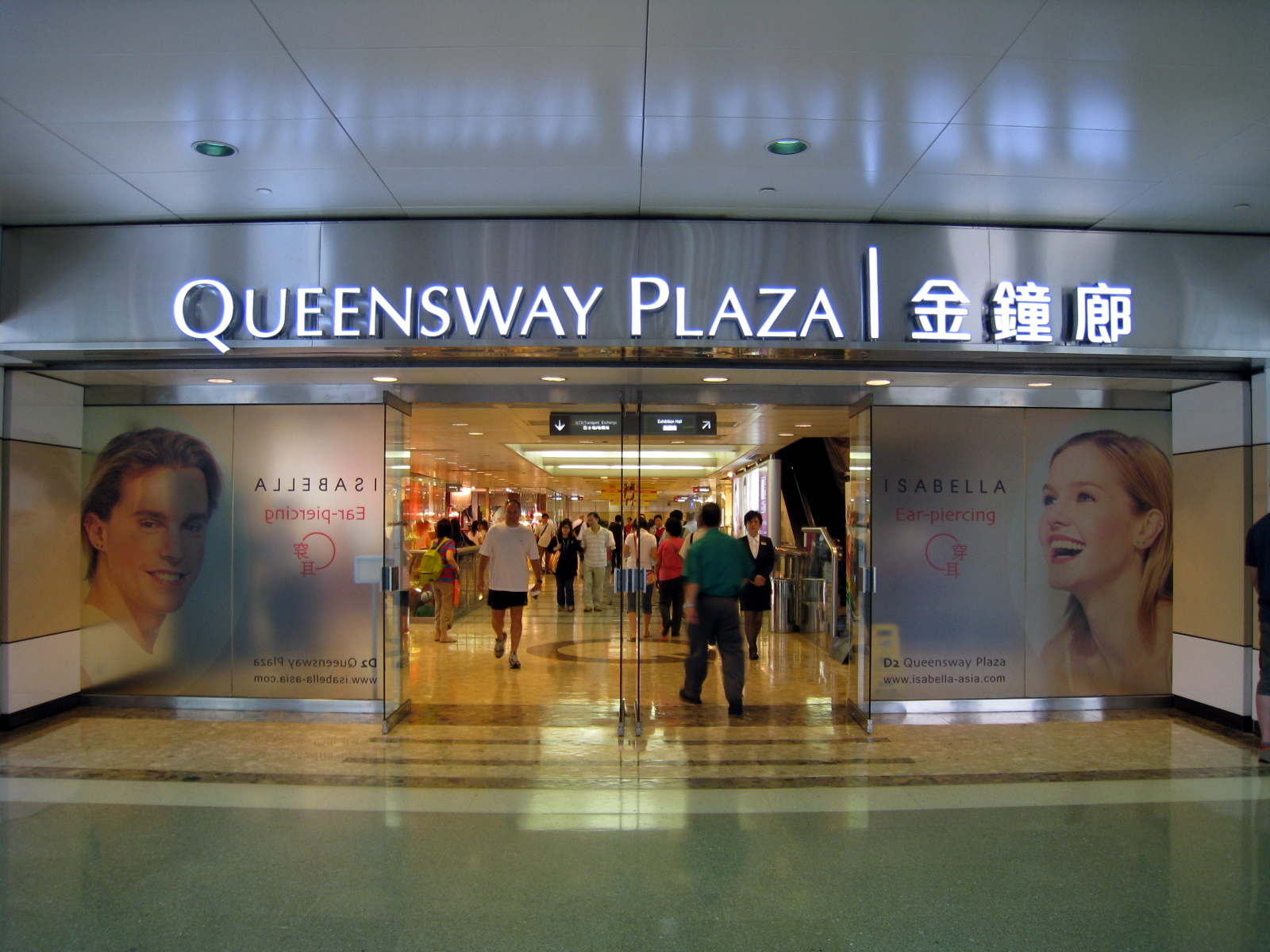
翻新前金鐘廊入口
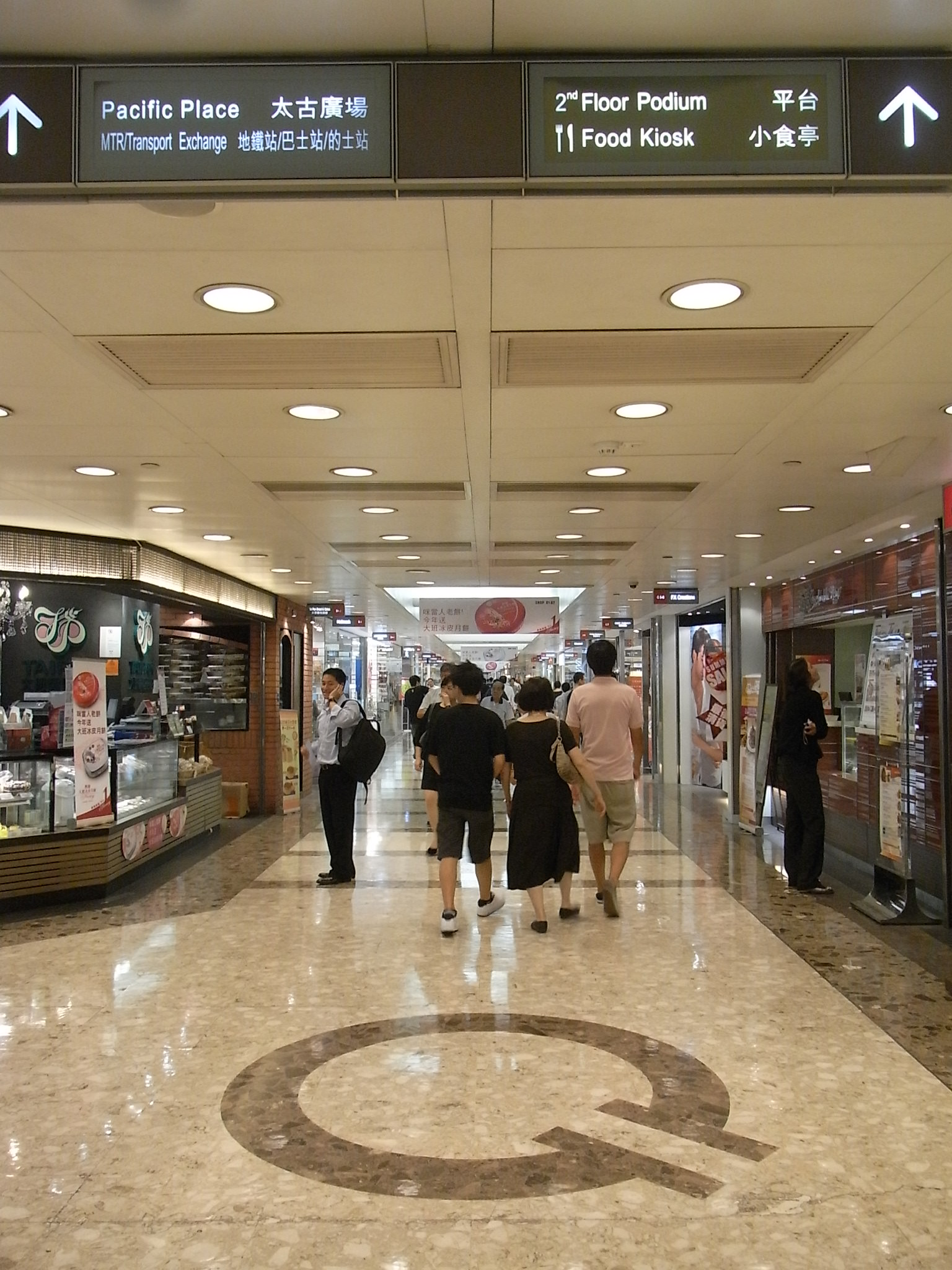
地台舖上金鐘廊標誌
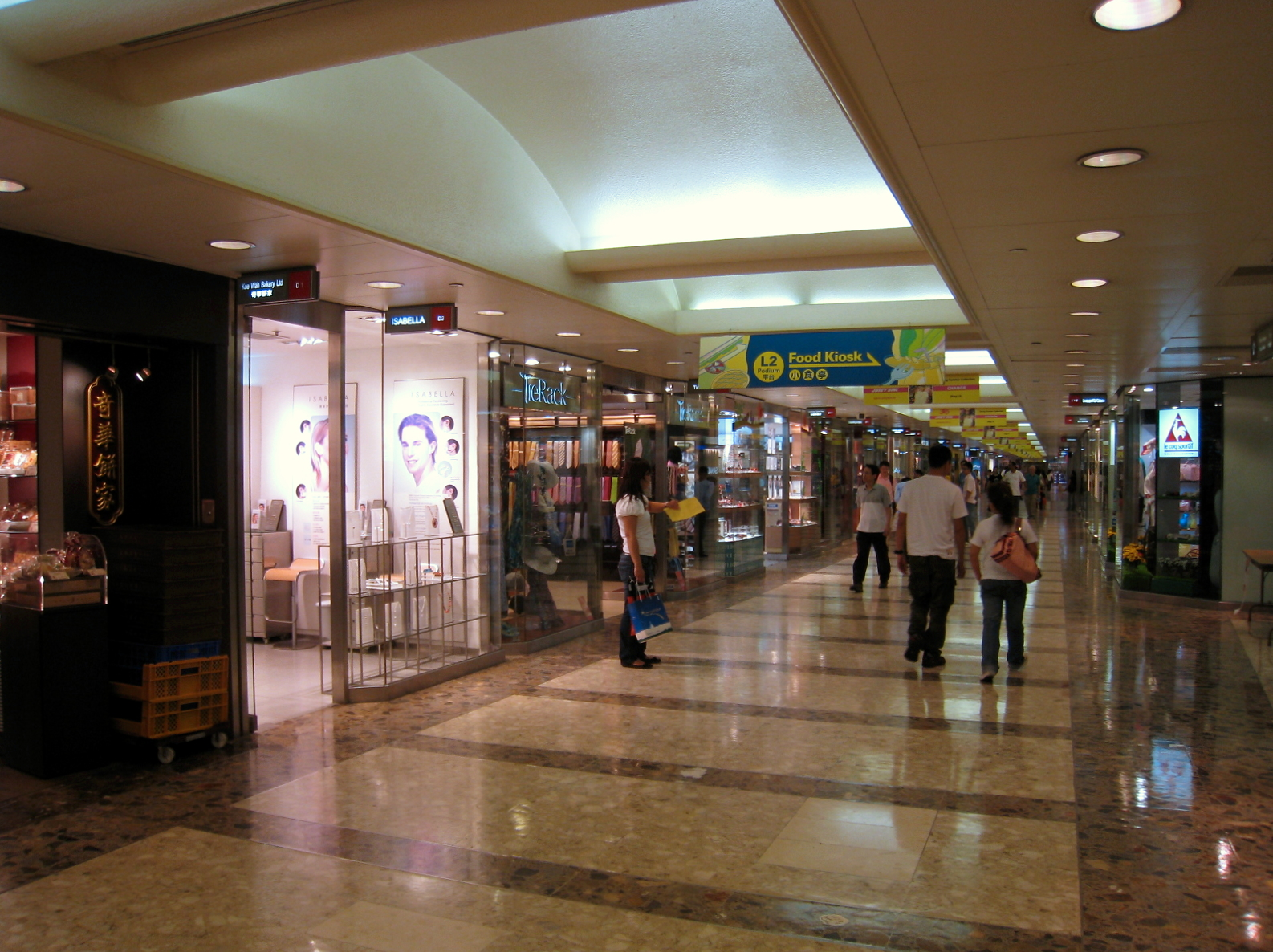
金鐘廊西面通道
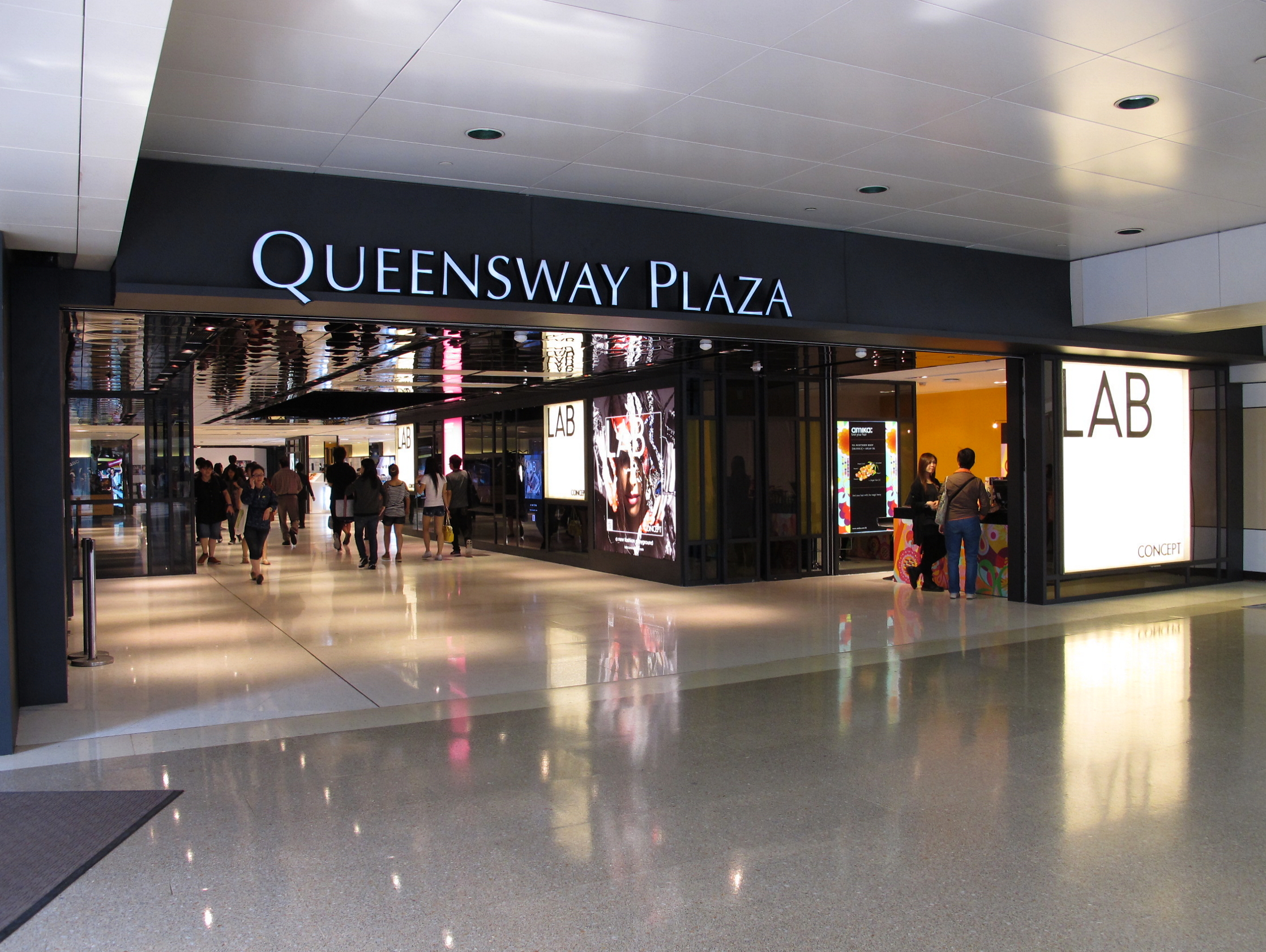
金鐘廊入口翻新後初期仍然用Queensway Plaza，到2014年改稱為LAB Concept

## 商舖

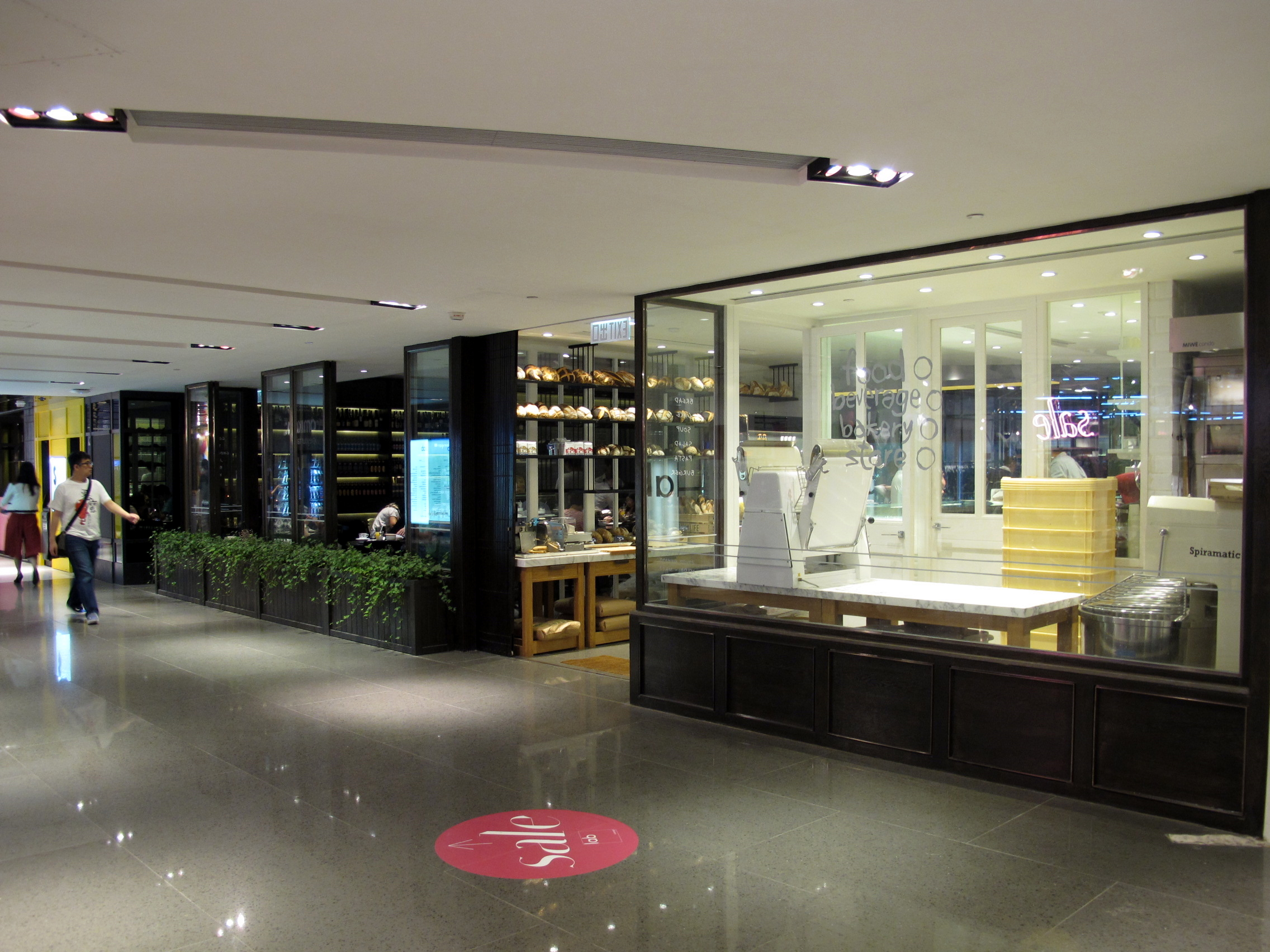
simplylife

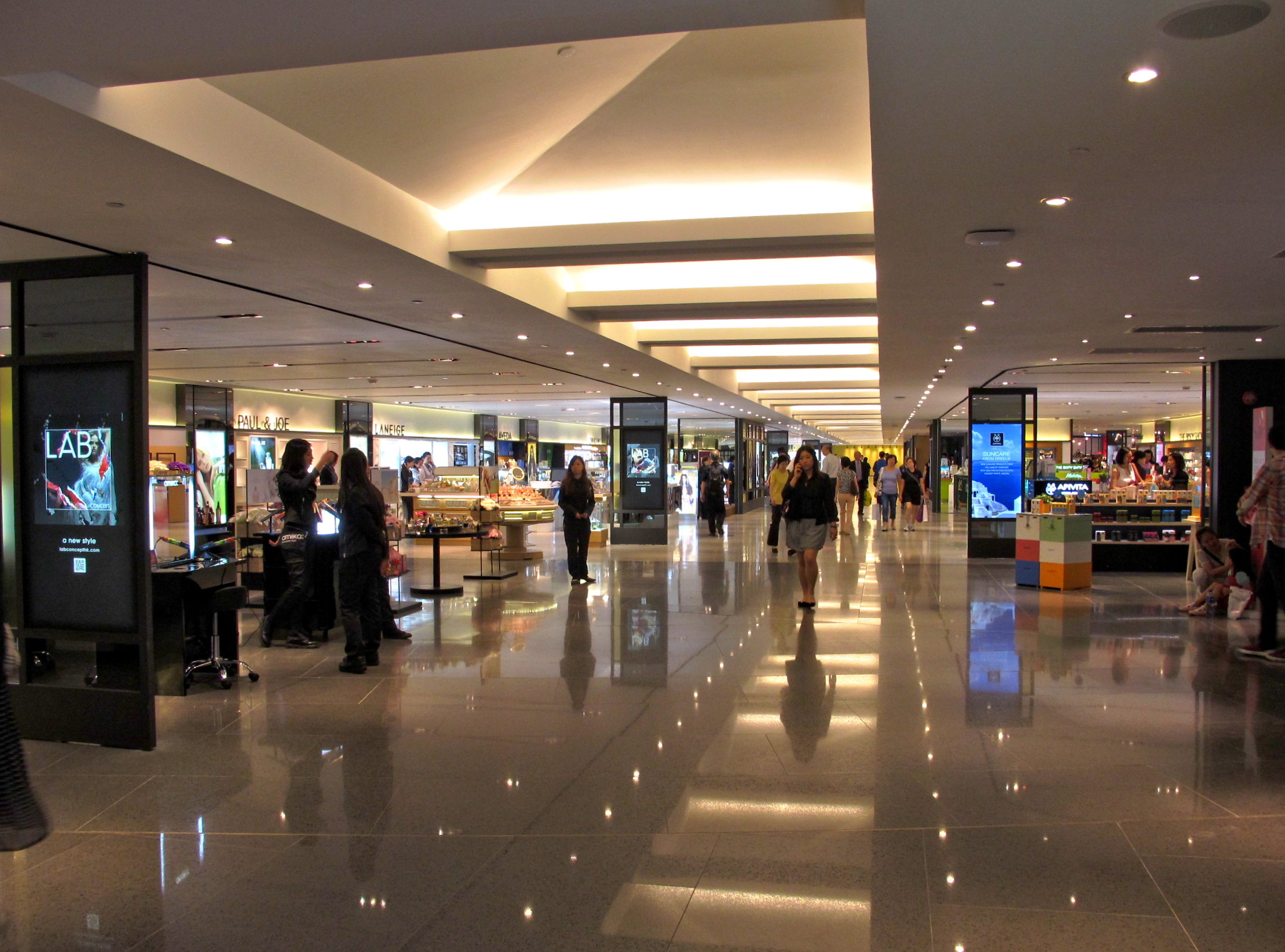
LAB Concept

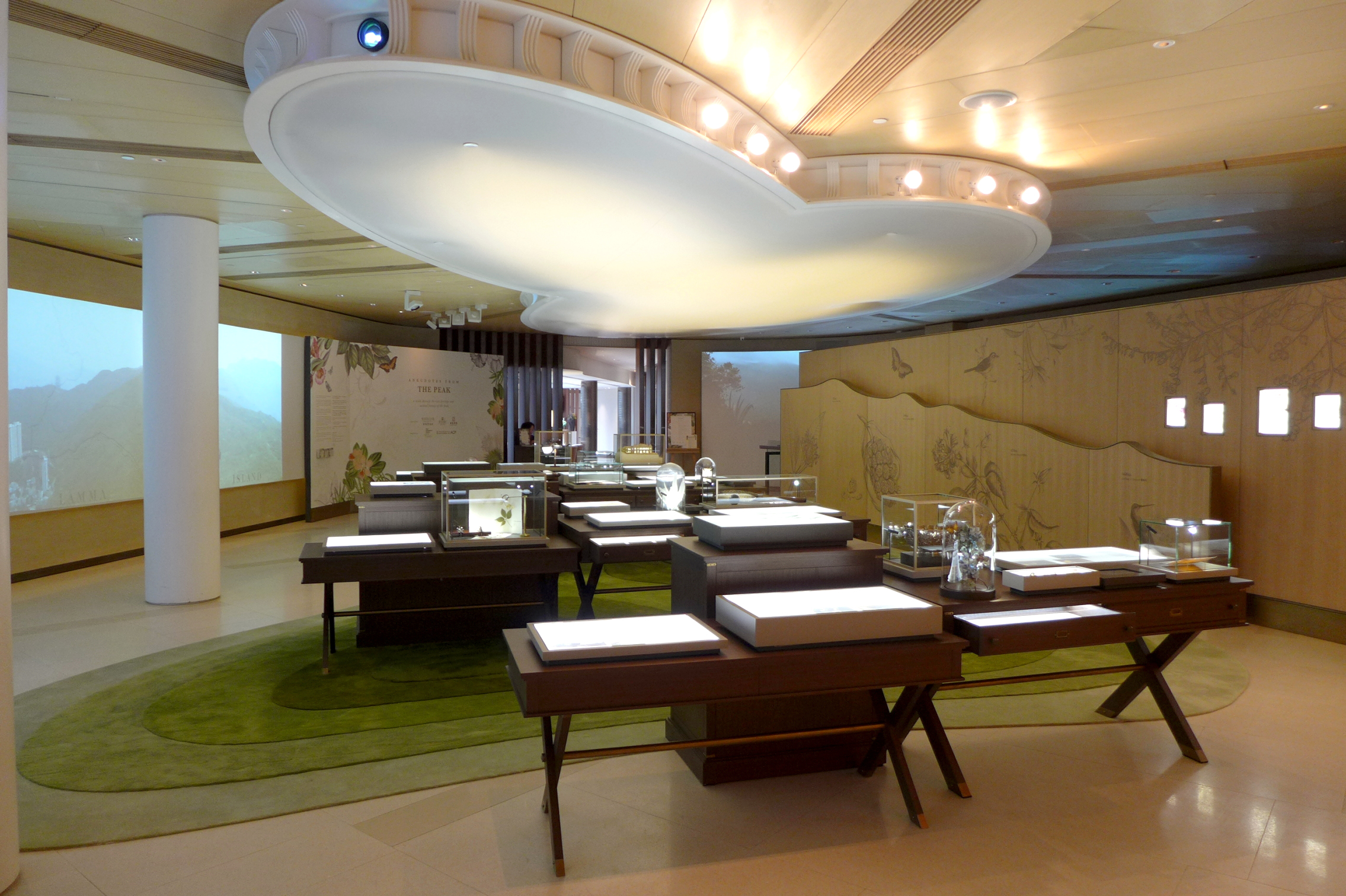
2樓設會德豐旗下新盤的展銷廳

2012年4月11日，連卡佛附屬品牌LAB Concept於金鐘廊正式營業，佔地64,000平方呎。該處集合多個不同風格的國際時裝品牌，包括多間美容化妝品店、時裝店Lane Crawford、bread n butter、Pedder Group、Joyce、Scotch & Soda及shoespace。場內大型牆壁上設有多部自助購物機售買各種時尚精品，為顧客帶來源源不絕的互動潮流資訊。還會不時開設 Pop-up store 及主題活動。同年5月，除了星巴克（東翼重開）及西面通道的店子（麵包店等）外，其他舊型店舖已經結業。同年7月，所有舊型店舖已經結業。
食肆為美心集團經營的simplylife及星巴克咖啡店，其中後者早於LAB Concept進場前已在金鐘廊開業。2012年7月，商場西翼近遠東金融中心開設零一零眼鏡店、SmarTone、數碼相機器材店Coxell及Nobletime報紙雜誌店。此外，yomama frozen yogurt及由美心集團經營的日本拉麵「一風堂」、翡翠拉麵小籠包、Yo MaMa及美式熱狗專門店The Frank亦在商場西翼開業。
而2樓部份於2014年改為The Talent Place 人才匯點，作為連卡佛招聘員工及面試場地之用。另一部份為會德豐旗下新盤的展銷廳。

### 主要店舗列表
- 連卡佛（LAB Concept）
- bread n butter
- 東海堂
- 翡翠拉麵小籠包
- 一風堂
- 星巴克
- simplylife
- Holly Brown（前身為Yo MaMa）
- eGG
- Pandora珠寶
- Swarovski
- 馬莎百貨 Food Store
- 天仁喫茶趣
- c!ty'super LOG-ON
- 住好啲
- 名創優品
- Big C（前身為阿布泰國生活百貨）
- 華御結

### 已結業的主要店舗
- TOPSHOP/TOPMAN（2016年結業）
- 零一零眼鏡店
- Coxell 恒輝數碼相機器材店
- SmarTone

## 未來發展
2014年12月，規劃署建議將金鐘廊重建為50層高，集甲級寫字樓、酒店、餐飲及零售於一身的商業大樓，以迎接港鐵沙中綫通車後帶來的商機。唯有關方案呈上中西區區議會討論時，被區議員連番質疑。多名議員表明反對，擔心重建計劃規模過大，會令區內通風、交通問題轉壞。另有區議員質疑方案中公眾綠化地的契約到底會否落在私人發展商手中，又指區內平價餐飲供應不足。

## 外部連結
- 政府產業署就金鐘廊承租權招標新聞公告 （页面存档备份，存于）
- 金鐘廊承租權招標結果新聞公告 （页面存档备份，存于）
- LAB CONCEPT